# Hamada

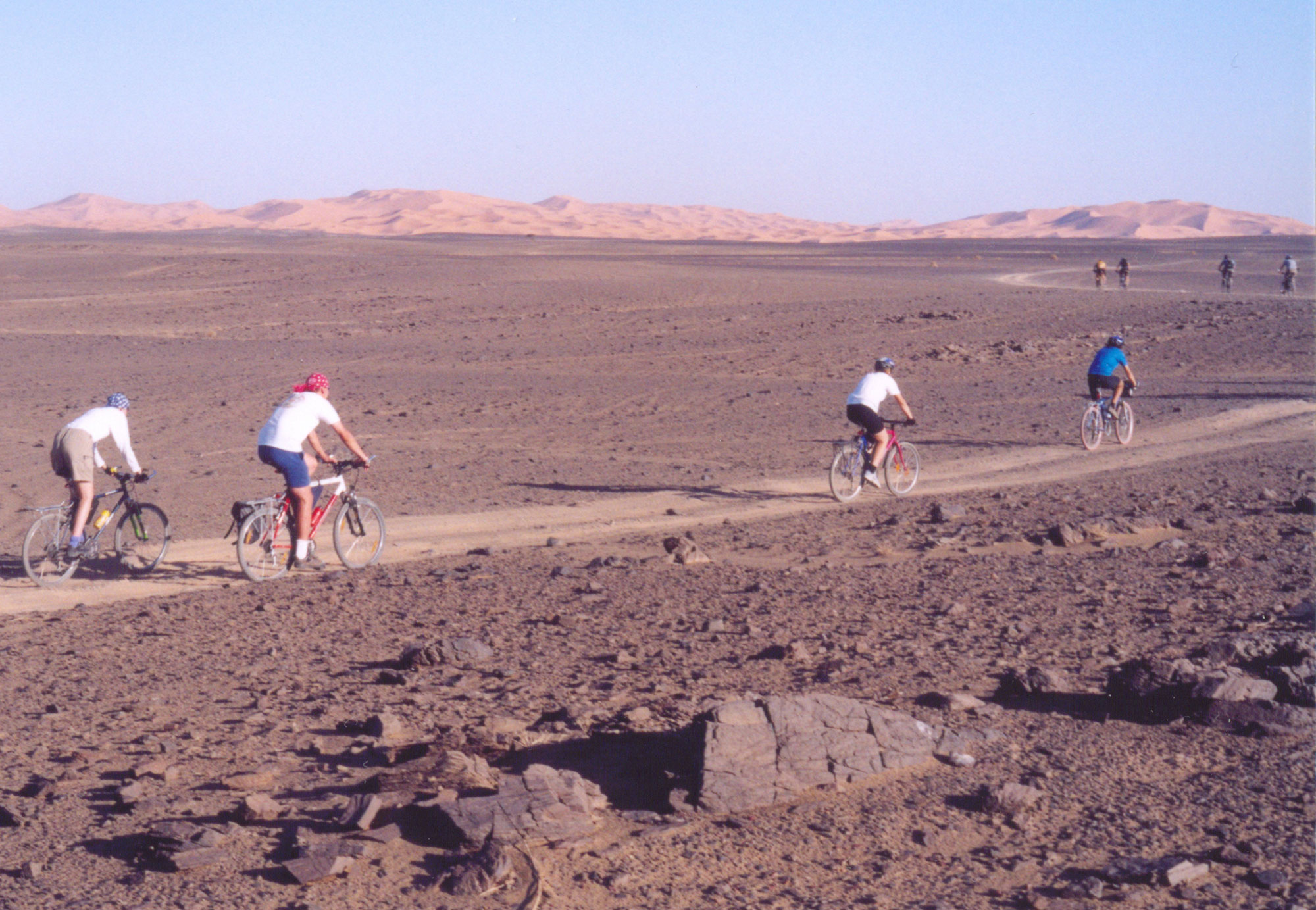
Ciclistas cruzando una hamada, aproximándose al Erg Chebbi, en Marruecos.

Una hamada o hammada (en árabe, حمادة ḥammāda) es un tipo de paisaje de desierto pedregoso, caracterizado en gran parte por su paisaje árido, duro, de mesetas rocosas y con poca arena. A las hamadas a veces también se les llama reg, aunque este término se refiere a una llanura pedregosa más que a una meseta. La superficie de una hamada está compuesta por rocas planas, cubiertas de  grava, de dimensiones mayores a los seis centímetros.
Las hamadas existen en contraste con los ergs, que son grandes zonas conformadas por dunas de arena cambiantes, modificadas continuamente por los vientos dominantes.
La mayor hamada del mundo es la hamada del Draa,[cita requerida] en el noroeste del desierto del Sáhara, ubicada entre Marruecos, Argelia y el Sáhara Occidental. Las áreas de hamada constituyen el 70% del desierto del Sáhara.[cita requerida].
‘Hamada’ es un término empleado comúnmente como toponímico en muchas zonas del Sáhara, como sucede con Hamada el Hamra, en Libia.

## Formación
Probablemente, su origen se debe a la denudación ocasionada por el viento durante millones de años con clima seco, que arrastró toda la arena hacia las llanuras donde terminó por acumularse formando las dunas de los ergs propiamente dichos. El viento elimina los productos finos de la meteorización (un proceso conocido como deflación): los productos más finos  son eliminados en suspensión, mientras que la arena se extrae a través de saltación y superficie de arrastre, dejando tras de sí un paisaje de grava, cantos rodados y la roca desnuda.